# Forma sonata
A Forma-Sonata é uma forma musical de grande escala, que começou a ser utilizada na metade do Século XVIII, que foi o início do Período Clássico. É considerada a forma mais esquematizada e ampla para uma composição, geralmente usada nos primeiros movimentos de sonatas, sinfonias, concertos, quartetos, etc., podendo também aparecer nos demais movimentos, mais usualmente no último. Muitos concluem em dizer que a forma-sonata pode ser dividida em 3 partes: a exposição, o desenvolvimento, a reexposição ou coda.
A forma-sonata, por vezes, é dita como forma-sonata Allegro; isso para evitar a confusão entre forma-sonata e a forma musical Sonata. A forma-sonata é conhecida pela sua exigência em relação à forma na qual é feita, nos tons que engloba e no estilo de relação entre eles. Até o Período Barroco, a Sonata não possuía uma forma fixa. O período do Classicismo foi caracterizado pela música "padronizada", pois cada forma musical tinha uma forma para composição. O Romantismo também usou muito a forma-sonata; foi Ludwig van Beethoven quem promoveu a passagem do Classicismo ao Romantismo, com a forma de suas composições.
A forma-sonata consiste em uma padronização harmônica de um material chamado tema, que é organizado tematicamente ao conjunto de um tom. Ela exige que existam dois temas, cada um com um tom diferente. Esse resultado, chamado exposição, é reposto contrastantemente e modificados para criar o desenvolvimento, que, de acordo com muitos, é a "parte mais importante e emocionante da peça". E, por fim, a re-exposição, por vezes chamada de recapitulação, é a última parte, na qual a exposição é reorganizada em favor a terminar a peça, sempre na tônica.
Muitas peças em forma-sonata possuem: uma introdução antes da exposição, uma ponte ou transição entre os temas, uma codetta antes do desenvolvimento, outra ponte ou transição entre os temas da re-exposição, e uma coda depois dela.

## Definindo a Forma-Sonata
De acordo com o "Grove Dictionary of Music and Musicians", a forma-sonata é "o mais importante princípio de forma musical, do tipo formal, a partir do Período Clássico até o Século XX". Como modelo formal, é geralmente melhor exemplificada nos primeiros movimentos de peças com multi-movimentos, seja de orquestra ou de câmara. Assim, tem sido frequentemente referenciada como "Forma do Primeiro Movimento" ou "Forma-sonata Allegro" (já que o típico primeiro movimento de três - ou quatro - é no tempo Allegro). No entanto, como o "Grove", de acordo com Charles Rosen, a forma-sonata é chamada de "princípio" - uma abordagem típica para moldar a forma de uma grande obra de música instrumental -; isso pode ser visto em uma grande variedade de peças e gêneros, desde o minueto até o concerto e a Sonata-Rondó.
Embora o termo italiano "sonata" frequentemente se refira a uma peça em forma de sonata, é essencial diferenciar "forma-sonata" de "forma de sonata". A "forma de sonata" é a forma na qual uma "Sonata" é escrita. Abrangendo muitas peças do Barroco e de meados do Século XVIII, muitas Sonatas eram de apenas um único movimento. Na segunda metade do Século XVIII (o Período Clássico), o termo "Sonata" passou a significar o título a uma obra composta por três ou quatro movimentos. No entanto, a sequência de movimentos, que caracteriza a "Sonata" não é o que se entende por "forma-sonata", que se refere à estrutura de apenas um movimento individual. Enquanto a "forma de sonata" é a maneira de composição da Sonata em geral, a "forma-sonata" é de apenas um dos movimentos (geralmente).
A definição da forma-sonata, em termos de elementos musicais, situa-se entre duas eras históricas musicais, o Classicismo e o Romantismo. Apesar de o final do Século XVIII ter presenciado as conquistas mais exemplares da forma-sonata, sobretudo por Joseph Haydn e Wolfgang Amadeus Mozart, a teoria composicional da época não usava o termo "forma-sonata". Talvez, a mais extensa descrição da "forma-sonata" pode ter sido dada pelo teórico H. C. Koch, em 1793: como muitos teóricos alemães e ao contrário das muitas descrições que estamos cientes hoje, ele a definiu em termos do plano do movimento em modulação e das principais cadências, sem dizer muito sobre o esquema dos temas. Visto dessa maneira, a forma-sonata estava perto de uma forma binária. O esquema da forma-sonata ensinado atualmente tende a ser mais tematicamente diferenciado.
Somente em 1826, Anton Reicha promulgou o esquema da forma-sonata que conhecemos, no Traité de haute composition musicale. Em 1845, por Adolph Bernhard Marx, no Die Lehre von der musikalischen Komposition, e em 1848, por Carl Czerny. Marx provavelmente foi o criador do termo forma-sonata. O modelo que conhecemos da forma-sonata foi derivado de estudos e críticas das 32 Sonatas para Piano de Ludwig van Beethoven.

### Definindo-a como um modelo formal
Um movimento em forma-sonata é dividido em seções. Cada seção é feita para executar funções no argumento musical. Ele pode começar com uma introdução, que é, em geral, mais lenta do que o movimento em si. Em termos de estrutura, as introduções são uma ascensão para o principal argumento musical.
A primeira seção requerida é a exposição. Ela apresenta o principal material temático do movimento, que é composto de um ou dois temas (às vezes, três). Os temas têm, geralmente, estilos contrastantes e tonalidades opostas, que são conectadas por uma transição moduladora chamada ponte. A exposição, tipicamente, é concluída com um tema de encerramento, uma codetta, ou ambos. A exposição é sempre repetida.
Ela é seguida pelo desenvolvimento, onde as possibilidades harmônica e textural do material temático são exploradas. O desenvolvimento. Os tons são modificados, a melodia é refeita, com as frases musicais sofrendo alterações. O desenvolvimento, na maioria das sonatas, é a "parte mais importante e emocionante da peça".
Após seções de retransições, a música para a chamada re-exposição, onde o material temático inicial retorna na tônica. Para a re-exposição completar o argumento musical, o material que não tinha começado na tônica é "resolvido" por passagens e modulações para terminar na tônica.
O movimento pode terminar com uma coda. Ao invés da coda, pode haver uma simples cadência final após a re-exposição.
O termo "forma-sonata" é controvérsio, e tem sido chamado erroneamente por estudantes e compositores como a única forma que a sonata pode ser feita. Alguns entendem que havia um modelo rígido na qual compositores clássicos e românticos deviam compor suas sonatas. No entanto, a forma-sonata é, atualmente, visto como um modelo para análise musical, ao invés de prática composicional. Apesar de as descrições da forma-sonata possam ser consideradas como uma análise adequada ou decente da maioria das peças, há variações suficientes que teóricos como Charles Rosen perceberam, para criar o termo em plural, "Formas-Sonata".
Vamos ver a forma dos movimentos da Sonata. Em uma Sonata de 4 movimentos, eles estão dispostos (podendo sofrer muitas variações) nesta ordem:
1. O primeiro movimento - rápido, geralmente definido como Allegro - o andamento mais usado nesse caso -, estruturado na Forma-Sonata.
2. O segundo movimento - lento, geralmente Andante, Adagio, ou Largo, estruturado na forma Binária, Ternária ou Tema e Variações.
3. O terceiro movimento - dançante, geralmente em Moderato, Allegretto ou Allegro, estruturado em um Minueto ou Scherzo, podendo ter um Trio os acompanhando.
4. O quarto movimento - rápido e decisivo, geralmente Allegretto, Allegro, Presto ou Prestissimo, marcado às vezes como Finale, estruturado em Rondó, Forma-Sonata Rondó ou, às vezes, Forma-Sonata.

Em uma Sonata de 3 movimentos, eles estão dispostos nesta ordem:
1. O primeiro movimento - rápido, geralmente definido como Allegro - o andamento mais usado nesse caso -, estruturado na Forma-Sonata.
2. O segundo movimento - lento, geralmente Andante, Adagio, ou Largo, estruturado na forma Binária, Ternária ou Tema e Variações; ou, menos frequentemente, um Minueto ou Scherzo.
3. O terceiro movimento - rápido e decisivo, geralmente Allegretto, Allegro, Presto ou Prestissimo, marcado às vezes como Finale, estruturado em Rondó, Forma-Sonata Rondó ou, às vezes, Forma-Sonata.

- Exposição: nesta parte, são expostos os temas principais da peça, geralmente dois (três), normalmente o primeiro tema escrito na tónica, seguida de uma ponte que modula para o segundo tema que se apresentará na dominante. No caso de o primeiro tema ser em modo menor, o segundo estará no seu relativo maior, ou vice-versa. Esta seção pode ser repetida gerando assim uma reexposição.
- Desenvolvimento: os temas principais sofrem diversas variações e modificações, em vários tons distintos. É uma seção de grande sofisticação composicional, com o emprego de contrapontos e variadas texturas sonoras. Nesta seção os compositores aproveitavam para exibir toda a sua habilidade e criatividade. No romantismo o desenvolvimento torna-se maior e mais complexo. (Sonata patética - Beethoven)
- Recapitulação: os temas principais são reapresentados ambos na tónica, pois a ponte situada entre eles será falso, isto é, não modula.  É comum que haja também mudanças na forma de execução, como a mudança de intensidade, velocidade ou instrumentação.

É comum existir uma introdução antes da exposição, e uma coda depois da recapitulação.
Essa forma de composição constitui o núcleo da música do período Clássico e teve também grande significado no período Romântico. A maioria dos gêneros desse período, como a sonata propriamente dita, o concerto, a sinfonia, o quarteto de cordas e o divertimento têm pelo menos algum movimento em forma-sonata. Essa forma também é comum nas aberturas de ópera desse período.
Alguns exemplos de peças compostas em forma sonata:
Mozart: Eine Kleine Nachtmusik 1º mov. e 40ª sinfonia 1º mov.
Beethoven: 1º mov. 5ª sinfonia e Scherzzo da 7º sinfonia (III mov.)
F. Berwald: III mov da 3ª sinfonia em C Major